# Porocephalinae
Porocephalinae is een onderfamilie van kreeftachtigen uit de klasse van de Ichthyostraca.

## Geslachten
- Elenia Heymons, 1932
- Gigliolella Chabaud & Choquet, 1954
- Kiricephalus Sambon, 1922
- Parasambonia Stunkard & Gandal, 1968
- Porocephalus Humboldt, 1812
- Waddycephalus Sambon, 1922